# Mexikanische Vulkanmaus
Die Mexikanische Vulkanmaus (Neotomodon alstoni) ist eine in Mexiko lebende Nagetierart aus der Gruppe der Neuweltmäuse. 
Der Artzusatz im wissenschaftlichen Namen ehrt den britischen Zoologen Edward R. Alston.
Diese Nagetiere erreichen eine Kopfrumpflänge von 10 bis 13 Zentimetern und eine Schwanzlänge von 8 bis 11 Zentimeter. Ihr Gewicht beträgt üblicherweise 40 bis 60 Gramm. Ihr weiches, dichtes Fell ist an der Oberseite graubraun, manchmal rötlich, und an der Unterseite weiß gefärbt. Der dicht behaarte Schwanz ist zweifarbig, oben bräunlich und unten weiß. Die großen Ohren sind nahezu unbehaart.
Mexikanische Vulkanmäuse bewohnen die Vulkanregion Zentralmexikos. Ihr Verbreitungsgebiet erstreckt sich von Michoacán bis Veracruz. Ihr Lebensraum sind Wälder in 2600 bis 4300 Meter Höhe. Sie sind nachtaktiv, tagsüber ziehen sie sich in Erdbaue zurück, die sie selbst gegraben oder von Taschenratten übernommen haben.
Zweimal oder öfter im Jahr bringt das Weibchen nach einer rund 27-tägigen Tragzeit zwei bis fünf Jungtiere zur Welt.
Systematisch galt die Mexikanische Vulkanmaus aufgrund des ähnlichen Baues der Nagezähne lange Zeit als Verwandte der Amerikanischen Buschratten (Neotoma). Heute wird sie allerdings eher in die Nähe der Weißfußmäuse (Peromyscus) gestellt.